# Вирд
Вирд (араб. ورد‎; мн.ч. «аврад») — чтение в определённое время аятов Корана и молитв (ду‘а), а также регулярное поминание Прекрасных имён Аллаха. Вирдом называются также задания в виде молитв, которые суфийский шейх даёт своим мюридам.

## Суфизм
Суфийские вирды совершаются ежедневно после утренней (фаджр) и вечерней (магриб) молитвы. Мюрид добровольно берёт на себя обязательство систематического поминания Аллаха (зикр) или ежедневную норму чтения Корана. О практике вирда писал известный суфийский богослов Абу Хамид аль-Газали в своей книге «Ихья улюм ад-дин».
Вирд суфиев содержит 3 выражения:
- астагфируллах (покаяние)
- Салават (благословение пророка Мухаммеда)
- калима (формула Единобожия)[3]

При совершении вирда мюриду желательно сидеть, положив руки на колени, закрыв глаза, опустив голову; повернуться в стороны киблы; представить образ шейха, который достиг степени фана; следить за смыслом того, что он читает в вирде; читать вирд вслух; совершать вирд спокойно, не спеша и не допуская ошибок в чтении; немного посидеть после чтения вирда, сосредоточившись на своем сердце; не есть и не пить после вирда.